# Mabel Norrie
Mabel Norrie, född 19 mars 1892 i England, död 7 december 1971 i Köpenhamn, var en engelsk skådespelare.

## Filmografi (urval)
- 1912 – Den tyranniske fästmannen
- 1912 – Mor och dotter